# Culex tenagius
Culex tenagius är en tvåvingeart som beskrevs av Someren 1954. Culex tenagius ingår i släktet Culex och familjen stickmyggor. Inga underarter finns listade i Catalogue of Life.